# Explosion de Creeslough
 (octobre 2022).
L'explosion de Creeslough survient le 7 octobre 2022 dans une station-service Applegreen (en) à Creeslough (en), dans le comté de Donegal, en Irlande. Dix personnes sont tuées dans l'explosion et huit sont transportées à l'hôpital. Les premiers rapports suggèrent une explosion de gaz, mais son origine reste ensuite indéterminée.

## Déroulement
L'explosion se produit à 15 h 20, UTC+01:00, dans une station-service Applegreen (en), détruisant la station et une partie d'un immeuble voisin.
Les services de sauvetage de l'autre côté de la frontière en Irlande du Nord aident les services locaux dans les efforts de recherche et de sauvetage. Les secours dénombrent dans un premier trois morts, mais le 8 octobre, il est confirmé par la Garda Síochána que sept autres personnes ont été tuées, portant le total à dix. Ils confirment également que huit personnes ont été emmenées à l'hôpital universitaire de Letterkenny (en).

## Enquête
L'hypothèse de l'explosion liée à un gaz est évoquée par la police, et elle fait appel à des experts spécialisés en sinistres liés aux gaz et aux carburants. L'origine est toujours inconnue un an après les faits. 
En mai 2024, deux personnes sont arrêtées dans le cadre de l'enquête, mais sont relâchées sans charges retenues contre elles. La police cherche notamment à savoir si le réseau ou un équipement utilisant le gaz est impliqué, mais rien n'est mis en évidence à cette date.    
En septembre 2024, plusieurs familles de victimes mandatent un cabinet d'avocats pour qu'une commission d'enquête soit mise en place. Leur argument porte sur le fait que l'enquête de la police n'est de fait que sur le plan criminel, et que le champ doit être élargi pour augmenter les chances d'aboutir à un rapport circonstancié le plus rapidement possible, afin de soulager leur peine.    

## Polémiques
La décision des autorités du comté de donner une suite favorable en février 2025 à la candidature de la société Vivo Shell Ltd afin d'implanter une nouvelle station-service sur le site, déclenche des protestations de la part de proches des victimes. Elles font appel de la décision, tandis qu'un entrepreneur local propose en mai de prendre en charge une implantation commerciale à un autre endroit de la commune. 